# مایک (فیلم)
«مایک» (انگلیسی: Mike (film)) فیلمی در ژانر کمدی-درام است که در سال ۱۹۲۶ منتشر شد. از بازیگران آن می‌توان به سالی اونیل و ویلیام هاینس اشاره کرد.